# 理查德·E·伦斯基
理查德·E·伦斯基（1956年8月13日—）是一位美国进化生物学家，密西根州立大學微生物生態學教授，1991年获古根海姆奖，1996年获麦克阿瑟奖，2006年当选美国国家科学院院士。